# رودني رولاند
رودني رولاند (بالإنجليزية: Rodney Rowland)‏ هو ممثل أمريكي، ولد في 20 فبراير 1964 بشاطئ نيوبورت في الولايات المتحدة.

## أعمال

### أفلام
- (2000) اليوم السادس[2]
- (2007) أنا أعرف من قتلني[3]

### مسلسلات
- آنجل
- الملفات الغامضة
- إن سي آي إس
- لوس أنجلوس
- ميامي
- عقول إجرامية
- فلاش فورورد
- فيرونيكا مارس
- كاسل
- كولد كيس
- ويدز

## وصلات خارجية
- رودني رولاند على موقع IMDb (الإنجليزية)
- رودني رولاند على موقع ألو سيني (الفرنسية)
- رودني رولاند على موقع أول موفي (الإنجليزية)
- رودني رولاند على موقع قاعدة بيانات الأفلام السويدية (السويدية)
- رودني رولاند على موقع قاعدة بيانات الفيلم (الإنجليزية)
- رودني رولاند على موقع كينوبويسك (الروسية)